# Immigration en Suède

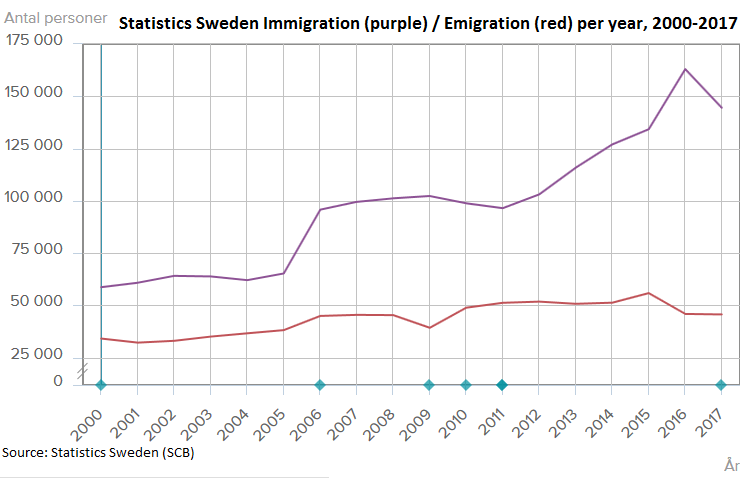
Statistics Sweden (SCB) Immigrés en violet et émigrés en rouge par an (2000–2017).

L’immigration en Suède concerne l'ensemble des flux migratoires ayant la Suède pour destination.
En 2019, 19,5 % de la population suédoise (un peu plus de 2 millions de personnes sur une population de 10,3 millions) est née à l'étranger et, en incluant les personnes nées en Suède d'au moins un parent né à l'étranger, 33,1 % de la population a une origine étrangère (15,8 % d'origine européenne et 17,3 % d'origine ou partiellement d'origine non européenne).
Le pourcentage de personnes nées à l'étranger était de 14,7 % en 2010 et 11,3 % en 2000. Cette évolution illustre l'importance de l'immigration dans la croissance démographique de la Suède. En 2015, au cours de la crise migratoire, environ 160 000 individus ont demandé l'asile politique en Suède.
Les immigrés en Suède se concentrent principalement dans les zones urbanisées de Svealand et Götaland ; les immigrés viennent en majorité d'autres pays nordiques (Finlande, Norvège, Danemark), des pays de l'Est de l’Europe (Pologne, ex-Yougoslavie, Hongrie, Roumanie), du Moyen-Orient (Irak, Iran, Liban, Syrie, Turquie) et de la corne de l'Afrique (Somalie, Éthiopie, Érythrée).
En 2018, environ un quart des 115 000 nouveau-nés avaient au moins un parent né hors d'Europe.

## Historique
La Suède est un pays d’émigration jusqu’à la fin de la Première Guerre mondiale (près d'1,5 million de Suédois émigrèrent aux États-Unis vers la 2e moitié du XIXe siècle), puis une nation d’immigration après la Seconde Guerre mondiale. Les Finlandais constituent la première grosse vague d’immigration en Suède contemporaine. Au cours de la Seconde Guerre mondiale, près de 70 000 jeunes Finlandais fuirent leur pays en raison de l’invasion soviétique. 15 000 d’entre eux restèrent en Suède après la guerre, et d’autres y retournèrent à leur âge adulte. Les difficultés d’après-guerre en Finlande poussèrent ensuite un grand nombre de chômeurs finlandais vers la prospère économie suédoise des années 1950 et 1960. Au plus fort du phénomène, 400 000 Finlandais vivaient en Suède, mais à la suite de la première crise pétrolière en 1973 le taux de chômage augmenta alors que la Finlande bénéficiait de ses relations commerciales avec l’URSS. Depuis, le nombre de Finno-Suédois a chuté sous la barre des 200 000.
Les interventions soviétiques en Hongrie en 1956, puis à Prague en 1968, entraînèrent l’arrivée des premiers réfugiés politiques. Les déserteurs américains refusant d’aller se battre au Viêt Nam trouvèrent souvent refuge parmi les Suédois. Du temps du Premier ministre social-démocrate Olof Palme fut mise en place une « politique d'immigration volontariste » notamment pour les réfugiés politiques. Après le coup d’État de 1973 au Chili et l’apparition d’autres dictatures militaires en Amérique du Sud, ceux-ci se mirent à dominer le flux migratoire vers la Suède, y compris en provenance d’Iran, d’Irak et de Palestine. 135 000 réfugiés arrivés au cours des conflits yougoslaves se trouvent toujours dans le pays. Plus récemment, la Suède accueille des milliers de migrants (80 000 en 2014) dont des réfugiés syriens qui ont fui la guerre civile syrienne. Depuis septembre 2013, la Suède accorde l'asile permanent à tous les réfugiés syriens qui en font la demande. C’est le premier pays européen à fournir des titres de séjour permanents aux réfugiés syriens.
Parmi les raisons de l'attractivité de la Suède sont évoqués « son généreux système social » et « sa réputation de tolérance ». La Suède a apporté des contributions remarquables à la protection internationale des réfugiés au cours des dernières décennies, notamment grâce à un système d'asile et d'accueil bien établi, un engagement de longue date en faveur de la réinstallation des réfugiés, et des efforts d'intégration globaux.[source secondaire souhaitée]
Entre 2000 et 2016, le nombre de personnes nées à l'étranger a augmenté de 80 % en moyenne. En 2016, il est rentré près de 122 000 étrangers venant d'un pays situé hors d'Europe, alors que seulement 13 000 personnes sont sorties du territoire, donnant un solde migratoire de 109 000 personnes. Alors qu'au début des années 60, sur les 4 % des personnes nées à l'étranger, presque toutes étaient d'origine européenne et principalement des pays nordiques, en 2016, la majorité des migrants vient de pays non européens (Afghanistan, Iran, Irak, Syrie, Somalie, Érythrée). En 2017, la population d'origine étrangère sur deux générations est sans doute la plus importante de l'Union européenne en termes relatifs avec 30,6 % (17 % sur une génération). Dans les communes d'au moins 200 000 habitants, la proportion de populations d'origine étrangère (les immigrés et la génération née en Suède d'au moins un parent né à l'étranger) est passée de 34,3 % en 2002 à 44.3 % en 2016.
Les premières remises en cause du modèle immigrationniste suédois surviennent dans les années 2000-2010 avec des émeutes dans les banlieues de Stockholm, puis avec différentes affaires de harcèlement sexuel par les jeunes réfugiés. En 2015, le pays demeure, en comparaison de ses voisins tel le Danemark, tenant d'une politique très favorable à l'immigration. Pourtant, les limites de ce système se font sentir ces dernières années : le manque de capacité d’accueil, les temps d’attente interminables pour accéder à des services fournis par l’État, ou encore la montée des populismes engendrent des tensions au sein de la société et de l’échiquier politique.[source secondaire souhaitée] Si, en 2015, la Suède avait accueilli le plus de réfugiés par habitant en comparaison des autres pays de l'Union européenne, leur intégration est considérée en 2020 comme un échec, tout comme l'ensemble de la politique européenne des réfugiés.
Ainsi, en 2022, après de violentes émeutes qui ont fait plus de 100 blessés parmi les policiers, la Première ministre Magdalena Andersson déclare que la Suède n'a pas réussi à intégrer le grand nombre d'immigrants qu'elle a accueillis au cours des deux dernières décennies, ce qui a conduit à des sociétés parallèles et à la violence des gangs. La Suède a rendu plus stricte sa politique en matière d'immigration depuis qu'elle a accueilli plus de personnes par habitant que tout autre pays de l'Union européenne lors de la crise migratoire de 2015.
En 2023, le gouvernement annonce que l’octroi d’une aide publique au développement par l’État suèdois dépendra du fait que le pays bénéficiaire accepte ou non le rapatriement de ses citoyens, tels que les demandeurs d’asile et les migrants considérés comme un risque pour la sécurité du pays.

## Population de la Suède par pays de naissance
|                                    | 2012      | 2013      | 2014      | 2015      | 2016      | 2017       | 2018       | 2019       | 2020       | 2021       | 2022       | 2023       | 2024       |
| Population totale en Suède         | 9 555 893 | 9 644 864 | 9 747 355 | 9 851 017 | 9 995 153 | 10 120 242 | 10 230 185 | 10 327 589 | 10 379 295 | 10 452 326 | 10 521 556 | 10 551 707 | 10 587 710 |
| ---------------------------------- | --------- | --------- | --------- | --------- | --------- | ---------- | ---------- | ---------- | ---------- | ---------- | ---------- | ---------- | ---------- |
| Suède                              | 8 082 637 | 8 111 371 | 8 143 804 | 8 174 753 | 8 210 656 | 8 243 192  | 8 274 616  | 8 307 856  | 8 332 564  | 8 361 823  | 8 375 882  | 8 381 080  | 8 387 472  |
| Population totale née à l'étranger | 1 473 256 | 1 533 493 | 1 603 551 | 1 676 264 | 1 784 497 | 1 877 050  | 1 955 569  | 2 019 733  | 2 046 731  | 2 090 503  | 2 145 674  | 2 170 627  | 2 200 238  |
| Syrie                              | 27 510    | 41 748    | 67 671    | 98 216    | 149 918   | 172 258    | 185 991    | 191 530    | 193 594    | 196 077    | 197 799    | 197 201    | 196 152    |
| Irak                               | 127 860   | 128 946   | 130 178   | 131 888   | 135 129   | 140 830    | 144 035    | 146 048    | 146 440    | 146 769    | 146 831    | 145 586    | 143 160    |
| Finlande                           | 163 867   | 161 129   | 158 488   | 156 045   | 153 620   | 150 877    | 147 883    | 144 561    | 140 337    | 136 607    | 133 083    | 129 406    | 125 904    |
| Pologne                            | 75 323    | 78 175    | 81 697    | 85 517    | 88 704    | 91 810     | 92 759     | 93 722     | 93 762     | 95 076     | 98 387     | 100 706    | 100 062    |
| Iran                               | 65 649    | 67 211    | 68 436    | 69 067    | 70 637    | 74 096     | 77 386     | 80 136     | 81 301     | 83 122     | 85 488     | 86 838     | 87 115     |
| Afghanistan                        | 21 484    | 25 144    | 28 443    | 31 267    | 34 754    | 43 991     | 51 979     | 58 780     | 60 858     | 62 803     | 65 662     | 67 738     | 68 164     |
| Somalie                            | 43 966    | 54 221    | 57 906    | 60 623    | 63 853    | 66 369     | 68 678     | 70 173     | 70 184     | 70 087     | 69 477     | 68 290     | 66 846     |
| Ex-Yougoslavie                     | 69 269    | 68 554    | 67 892    | 67 190    | 66 539    | 65 877     | 65 124     | 64 349     | 63 419     | 62 444     | 61 554     | 60 636     | 59 692     |
| Bosnie-Herzégovine                 | 56 595    | 56 804    | 57 289    | 57 705    | 58 181    | 58 880     | 59 395     | 60 012     | 60 161     | 60 194     | 60 265     | 60 003     | 59 333     |
| Inde                               | 19 415    | 20 582    | 21 929    | 23 237    | 25 719    | 29 673     | 35 234     | 40 641     | 42 790     | 47 369     | 53 973     | 58 094     | 59 290     |
| Allemagne                          | 48 731    | 48 987    | 49 359    | 49 586    | 50 189    | 50 863     | 51 140     | 51 436     | 51 434     | 52 960     | 55 642     | 56 969     | 57 871     |
| Turquie                            | 45 085    | 45 676    | 46 146    | 46 373    | 47 060    | 48 299     | 49 948     | 51 689     | 52 628     | 54 004     | 55 954     | 56 871     | 57 389     |
| Érythrée                           | 13 735    | 16 592    | 21 827    | 28 616    | 35 142    | 39 081     | 42 300     | 45 734     | 47 156     | 48 278     | 49 213     | 49 639     | 49 704     |
| Thaïlande                          | 35 554    | 36 974    | 38 129    | 38 792    | 39 877    | 41 240     | 42 394     | 43 556     | 44 339     | 45 109     | 45 631     | 45 940     | 45 882     |
| Ukraine                            | 5 804     | 6 292     | 6 828     | 7 322     | 7 937     | 8 842      | 9 924      | 11 069     | 11 899     | 12 891     | 13 937     | 14 297     | 41 767     |
| Norvège                            | 42 884    | 42 523    | 42 301    | 42 074    | 42 066    | 42 028     | 41 747     | 41 578     | 41 062     | 40 625     | 40 277     | 39 951     | 39 370     |
| Chine                              | 26 824    | 27 923    | 28 699    | 28 410    | 29 640    | 31 333     | 33 288     | 35 282     | 36 023     | 37 172     | 38 461     | 38 253     | 38 976     |
| Danemark                           | 44 209    | 43 198    | 42 374    | 41 870    | 41 212    | 40 563     | 40 011     | 39 457     | 38 929     | 38 474     | 38 070     | 37 655     | 37 203     |
| Roumanie                           | 22 079    | 23 299    | 24 666    | 26 358    | 27 974    | 29 546     | 31 040     | 32 294     | 32 741     | 33 695     | 35 565     | 36 738     | 36 870     |
| Royaume-Uni                        | 22 670    | 23 341    | 24 399    | 25 266    | 26 442    | 27 685     | 28 976     | 29 979     | 31 035     | 31 993     | 32 575     | 32 916     | 33 143     |
| Liban                              | 24 743    | 25 212    | 25 699    | 26 159    | 26 906    | 27 487     | 28 119     | 28 508     | 28 885     | 29 313     | 29 770     | 29 876     | 29 774     |
| Pakistan                           | 10 741    | 10 965    | 11 184    | 11 469    | 12 450    | 13 970     | 16 185     | 19 107     | 21 172     | 24 183     | 27 292     | 28 614     | 29 760     |
| Chili                              | 28 425    | 28 341    | 28 216    | 28 072    | 27 999    | 27 996     | 27 995     | 28 025     | 27 918     | 27 894     | 27 869     | 27 756     | 27 427     |
| Russie                             | 17 320    | 18 224    | 19 028    | 19 450    | 20 187    | 20 930     | 21 615     | 22 265     | 22 774     | 23 445     | 24 775     | 25 568     | 26 529     |
| États-Unis                         | 18 312    | 19 010    | 19 569    | 19 515    | 20 014    | 20 990     | 21 943     | 22 802     | 23 290     | 24 173     | 24 970     | 25 379     | 25 437     |
| Éthiopie                           | 14 844    | 15 494    | 16 145    | 16 704    | 17 994    | 19 358     | 20 695     | 21 686     | 22 125     | 22 672     | 23 141     | 23 363     | 23 463     |
| Viêt Nam                           | 15 677    | 16 097    | 16 629    | 17 085    | 17 727    | 18 713     | 19 741     | 20 676     | 21 126     | 21 528     | 21 874     | 21 983     | 21 842     |
| Grèce                              | 13 205    | 14 313    | 15 176    | 16 025    | 17 060    | 18 142     | 18 917     | 19 547     | 19 737     | 19 931     | 20 672     | 21 237     | 21 520     |
| Serbie                             | 7 274     | 8 115     | 9 090     | 10 092    | 11 105    | 12 438     | 13 856     | 15 022     | 15 874     | 16 719     | 17 567     | 17 927     | 17 909     |
| Lituanie                           | 8 815     | 9 624     | 10 490    | 11 345    | 12 307    | 13 659     | 14 732     | 15 596     | 15 917     | 16 434     | 17 396     | 17 944     | 17 878     |
| Philippines                        | 10 981    | 11 468    | 11 978    | 12 406    | 12 959    | 13 755     | 14 509     | 15 281     | 15 640     | 16 219     | 16 790     | 17 311     | 17 683     |
| Hongrie                            | 15 678    | 15 953    | 16 193    | 16 531    | 16 676    | 16 792     | 16 799     | 16 728     | 16 480     | 16 381     | 16 568     | 16 900     | 16 960     |
| Pays-Bas                           | 9 401     | 9 781     | 10 183    | 10 656    | 11 147    | 11 634     | 12 095     | 12 470     | 12 769     | 13 523     | 14 774     | 15 772     | 16 829     |
| Italie                             | 8 636     | 9 305     | 10 016    | 10 769    | 11 601    | 12 419     | 13 192     | 13 741     | 14 155     | 14 786     | 15 665     | 16 397     | 16 786     |
| Espagne                            | 7 708     | 8 612     | 9 495     | 10 199    | 10 902    | 11 632     | 12 268     | 12 688     | 12 930     | 13 409     | 14 060     | 14 534     | 14 681     |
| Bangladesh                         | 6 716     | 6 890     | 7 149     | 7 363     | 7 799     | 8 654      | 10 009     | 11 520     | 12 279     | 12 965     | 13 904     | 13 987     | 14 461     |
| France                             | 8 385     | 8 631     | 9 005     | 9 525     | 10 028    | 10 650     | 11 159     | 11 537     | 11 854     | 12 618     | 13 445     | 14 006     | 14 270     |
| Colombie                           | 11 131    | 11 523    | 11 709    | 11 914    | 12 078    | 12 315     | 12 575     | 12 865     | 13 060     | 13 411     | 13 782     | 14 055     | 14 217     |
| Brésil                             | 6 516     | 6 740     | 6 934     | 7 341     | 7 907     | 8 466      | 9 297      | 10 159     | 10 725     | 11 680     | 12 832     | 13 305     | 13 439     |
| Croatie                            | 6 422     | 6 714     | 7 447     | 8 452     | 9 324     | 10 252     | 11 163     | 11 844     | 12 207     | 12 559     | 13 016     | 13 204     | 12 975     |
| Maroc                              | 8 174     | 8 576     | 9 030     | 9 480     | 9 945     | 10 474     | 11 025     | 11 530     | 11 898     | 12 207     | 12 573     | 12 823     | 12 914     |
| Kosovo                             | 4 408     | 5 283     | 6 117     | 6 949     | 7 716     | 8 579      | 9 487      | 10 420     | 11 164     | 11 920     | 12 605     | 12 913     | 12 891     |
| Corée du Sud                       | 10 560    | 10 665    | 10 737    | 10 690    | 10 904    | 11 093     | 11 353     | 11 642     | 11 719     | 11 795     | 11 945     | 11 985     | 11 968     |
| Sri Lanka                          | 6 885     | 6 911     | 6 958     | 7 025     | 7 101     | 7 176      | 7 302      | 7 472      | 7 612      | 7 942      | 9 181      | 10 420     | 11 380     |
| Lettonie                           | 5 775     | 6 096     | 6 527     | 7 026     | 7 569     | 7 973      | 8 226      | 8 621      | 8 798      | 9 288      | 10 323     | 11 154     | 11 362     |
| Macédoine du Nord                  | 5 376     | 5 697     | 6 079     | 6 541     | 7 067     | 7 731      | 8 359      | 8 933      | 9 410      | 9 914      | 10 653     | 11 131     | 11 195     |
| Égypte                             | 4 962     | 5 396     | 5 803     | 6 256     | 6 807     | 7 448      | 8 154      | 9 011      | 9 570      | 10 268     | 10 768     | 10 886     | 10 979     |
| Albanie                            |           |           |           | 2 569     | 3 219     | 4 287      | 5 583      | 7 011      | 7 908      | 8 686      | 9 738      | 10 453     | 10 763     |
| Bulgarie                           | 7 357     | 7 823     | 8 325     | 8 757     | 9 105     | 9 457      | 9 624      | 9 831      | 9 906      | 10 052     | 10 427     | 10 741     | 10 685     |
| Estonie                            | 10 145    | 10 206    | 10 268    | 10 303    | 10 221    | 10 214     | 10 094     | 9 847      | 9 606      | 9 459      | 9 509      | 9 571      | 9 490      |
| Nigeria                            | 3 300     | 3 951     | 4 357     | 4 669     | 5 027     | 5 408      | 5 945      | 6 467      | 6 913      | 7 570      | 8 272      | 8 740      | 9 217      |
| Soudan                             | 2 452     | 2 843     | 3 305     | 3 763     | 4 601     | 5 316      | 5 915      | 6 398      | 6 811      | 7 673      | 8 372      | 8 685      | 8 760      |
| Pérou                              | 7 127     | 7 270     | 7 398     | 7 509     | 7 634     | 7 758      | 7 892      | 8 017      | 8 126      | 8 322      | 8 483      | 8 598      | 8 670      |
| Palestine                          | 4 228     | 4 636     | 5 153     | 5 759     | 6 642     | 7 365      | 7 907      | 8 189      | 8 281      | 8 366      | 8 425      | 8 420      | 8 373      |
| République démocratique du Congo   |           |           |           |           |           |            |            | 5 115      | 5 437      | 6 194      | 6 684      | 7 037      | 7 328      |
| Arabie saoudite                    | 2 126     | 2 530     | 2 992     | 3 768     | 4 880     | 5 685      | 6 160      | 6 672      | 6 895      | 7 118      | 7 281      | 7 281      | 7 178      |
| Tunisie                            | 4 512     | 4 691     | 4 834     | 4 996     | 5 173     | 5 427      | 5 593      | 5 808      | 5 889      | 6 039      | 6 271      | 6 392      | 6 414      |
| Ouganda                            |           |           |           |           |           |            |            | 5 021      | 5 263      | 5 567      | 5 781      | 6 009      | 6 220      |
| Gambie                             | 4 285     | 4 500     | 4 728     | 4 884     | 5 055     | 5 218      | 5 365      | 5 505      | 5 579      | 5 737      | 5 940      | 6 078      | 6 193      |
| Ouzbékistan                        |           |           |           |           |           |            |            |            | 4 860      | 5 326      | 5 777      | 6 002      | 5 969      |
| Islande                            | 5 196     | 5 204     | 5 334     | 5 644     | 5 822     | 5 976      | 5 992      | 5 988      | 5 932      | 5 908      | 5 914      | 5 967      | 5 944      |
| Ex- Serbie-et-Monténégro           | 6 313     | 6 265     | 6 199     | 6 137     | 6 091     | 6 069      | 6 049      | 6 039      | 6 012      | 5 982      | 5 950      | 5 902      | 5 857      |
| Jordanie                           |           |           |           |           |           |            |            | 5 158      | 5 278      | 5 563      | 5 785      | 5 781      | 5 777      |
| Autriche                           | 5 788     | 5 760     | 5 805     | 5 772     | 5 797     | 5 806      | 5 755      | 5 690      | 5 608      | 5 617      | 5 759      | 5 765      | 5 706      |
| Kenya                              |           |           |           |           |           |            |            |            | 5 040      | 5 268      | 5 419      | 5 542      | 5 608      |
| Mongolie                           |           |           |           |           |           |            |            |            | 5 033      | 5 311      | 5 684      | 5 744      | 5 582      |
| Australie                          |           |           |           |           |           |            |            |            | 5 033      | 5 102      | 5 270      | 5 359      | 5 202      |
| Portugal                           |           |           |           |           |           |            |            |            |            |            | 4 740      | 5 033      | 5 194      |

Les personnes nées à l'étranger dans d'autres pays que ceux mentionnés ci-dessus comptent moins de 5 000 personnes selon l'institut des statistiques suédois (Statistika Centralbyranou SCB),.

## Personnes nées à l'étranger et personnes nées en Suède d'au moins un parent né à l'étranger en 2019
Le tableau ci-dessous permet d'avoir une vision du poids de l'immigration en Suède en 2019 car les enfants nés d'au moins un parent né à l'étranger y apparaissent. Les personnes nées à l'étranger et celles nées en Suède, d'au moins un parent né à l'étranger, représentent 33,1 % de la population suédoise. Parmi ces personnes 17,3 % sont d'origine ou partiellement d'origine non européenne principalement de Syrie (233 262), d'Irak (221 077), d'Iran (117 860), de Turquie (101 244), d'Afghanistan (70 805) et de la Corne de l'Afrique (202 728).
| Région (2019)                            | Nés en Suède de deux parents nés en Suède | Nés à l'étranger | Nés en Suède d'au moins un parent né à l'étranger | Total      | %       |
| ---------------------------------------- | ----------------------------------------- | ---------------- | ------------------------------------------------- | ---------- | ------- |
| SUEDE                                    | 6 912 434                                 |                  |                                                   | 6 912 434  | 66,9 %  |
| RESTE DE L'EUROPE                        |                                           | 830 416          | 792 136                                           | 1 622 552  | 15,7 %  |
| HORS EUROPE                              |                                           | 1 187 775        | 600 788                                           | 1 788 563  | 17,3 %  |
| dont MENAT                               |                                           | 632 748          | 292 850                                           | 925 598    | 9,0 %   |
| dont ASIE (sauf pays de la région MENAT) |                                           | 234 936          | 103 040                                           | 337 976    | 3,3 %   |
| dont AFRIQUE SUBSAHARIENNE               |                                           | 197 667          | 101 749                                           | 299 416    | 2,9 %   |
| dont AMERIQUE                            |                                           | 115 974          | 98 168                                            | 214 142    | 2,1 %   |
| dont OCEANIE                             |                                           | 6 450            | 4 981                                             | 11 431     | 0,1 %   |
| Inconnue                                 |                                           | 1 542            | 2 509                                             | 4 051      | 0,0 %   |
| TOTAL                                    | 6 912 434                                 | 2 019 733        | 1 395 433                                         | 10 327 600 | 100.0 % |

Note: la région MENAT comprend ici les pays du Moyen-Orient, d'Afrique du Nord et la Turquie. L'Afghanistan, l'Arménie et la Géorgie sont également inclus.

## Acquisition de la nationalité suédoise par pays d'origine des individus
|                    | 2015   | 2016   | 2017   | 2018   | 2019   | 2020   | 2021   | 2022   |
| ------------------ | ------ | ------ | ------ | ------ | ------ | ------ | ------ | ------ |
| Total              | 48 249 | 60 343 | 68 898 | 63 818 | 64 206 | 80 175 | 89 354 | 92 225 |
| Syrie              | 1 370  | 4 479  | 8 635  | 10 626 | 20 066 | 24 472 | 31 113 | 19 069 |
| Érythrée           | 1 113  | 1 451  | 1 677  | 1 836  | 1 865  | 2 307  | 3 717  | 8 325  |
| Somalie            | 4 776  | 9 069  | 8 140  | 6 746  | 2 952  | 2 120  | 4 522  | 5 679  |
| Afghanistan        | 1 198  | 2 330  | 2 316  | 1 912  | 2 793  | 2 820  | 4 269  | 5 405  |
| Inconnus           | 797    | 1 131  | 1 538  | 1 589  | 1 337  | 1 841  | 2 168  | 3 737  |
| Irak               | 4 955  | 3 694  | 3 272  | 2 579  | 2 260  | 3 610  | 2 371  | 3 101  |
| Inde               | 457    | 470    | 724    | 816    | 909    | 1 283  | 1 635  | 2 865  |
| Finlande           | 2 133  | 2 182  | 1 974  | 2 522  | 1 730  | 1 582  | 2 248  | 2 429  |
| Apatrides          | 3 264  | 4 395  | 7 072  | 5 629  | 3 197  | 3 227  | 2 758  | 2 338  |
| Pologne            | 2 333  | 2 702  | 2 083  | 1 783  | 1 209  | 2 722  | 2 071  | 2 027  |
| Iran               | 1 331  | 1 420  | 1 788  | 1 736  | 1 399  | 1 584  | 1 312  | 1 833  |
| Turquie            | 1 182  | 1 320  | 1 488  | 796    | 915    | 1 431  | 1 050  | 1 630  |
| Serbie             | 1 169  | 1 234  | 1 808  | 1 273  | 1 037  | 1 269  | 1 169  | 1 561  |
| Thaïlande          | 2 928  | 2 675  | 2 517  | 1 620  | 1 391  | 1 921  | 1 640  | 1 523  |
| Norvège            |        |        |        |        | 346    | 1 725  | 1 857  | 1 441  |
| Éthiopie           | 436    | 493    | 664    | 617    | 327    | 636    | 961    | 1 420  |
| Danemark           | 1 510  | 1 942  | 1 720  | 2 052  | 1 356  | 1 393  | 2 044  | 1 318  |
| Allemagne          | 918    | 858    | 854    | 893    | 694    | 1 419  | 1 349  | 1 317  |
| Pakistan           | 552    | 748    | 1 108  | 1 145  | 722    | 775    | 833    | 1 149  |
| Roumanie           | 736    | 886    | 822    | 779    | 573    | 1 431  | 934    | 1 135  |
| Royaume-Uni        | 444    | 960    | 1 228  | 1 340  | 4 495  | 2 151  | 1 131  |        |
| Russie             | 789    | 808    | 982    | 691    | 713    | 807    | 750    | 1 095  |
| Croatie            |        |        |        |        | 166    | 283    | 446    | 782    |
| Grèce              |        |        |        |        | 296    | 804    | 747    | 722    |
| Viêt Nam           |        |        |        |        | 377    | 612    | 567    | 717    |
| Chine              |        |        |        |        | 458    | 390    | 370    | 712    |
| États-Unis         | 508    | 523    | 620    | 568    | 509    | 796    | 704    |        |
| Italie             |        |        |        |        | 246    | 595    | 572    | 650    |
| Nigeria            |        |        |        |        | 175    | 323    | 391    | 636    |
| Bosnie-Herzégovine |        |        |        |        | 438    | 538    | 453    | 633    |
| Philippines        |        |        |        |        | 357    | 587    | 549    | 613    |
| Ukraine            |        |        |        |        | 439    | 535    | 458    | 603    |
| Bulgarie           |        |        |        |        | 302    | 537    | 446    | 597    |
| Bangladesh         |        |        |        |        | 366    | 432    | 438    | 591    |
| Albanie            |        |        |        |        | 132    | 264    | 384    | 581    |
| Mongolie           |        |        |        |        | 90     | 141    | 257    | 564    |
| Égypte             |        |        |        |        | 362    | 387    | 475    | 545    |
| Maroc              |        |        |        |        | 357    | 444    | 386    | 530    |
| Hongrie            |        |        |        |        | 257    | 583    | 402    | 529    |

## Santé publique

### Mutilations génitales féminines
Les autorités suédoises de santé publique (en suédois : Socialstyrelsen (sv), en anglais : National Board of Health and Welfare (en)) ont estimé que 38 000 victimes de mutilations génitales féminines habitent en Suède. La majorité de ces femmes sont originaires de Somalie, d'Érythrée, d'Éthiopie ou de Gambie, et 7 000 ont moins de 18 ans.

## Conséquences
Une des conséquences de l'immigration massive en Suède est la pression que l'arrivée des nouveaux arrivants exerce sur le modèle social national. Pour faire face à cette situation tendue, les allocations attribuées aux immigrants ont été réduites. Après neuf ans en Suède, seulement la moitié des immigrants ont un emploi, une situation qui mène à changer l'approche sur le marché du travail pour favoriser des emplois peu qualifiés.